# Cladocoryne travancorensis
Cladocoryne travancorensis är en nässeldjursart som först beskrevs av Mammen 1963.  Cladocoryne travancorensis ingår i släktet Cladocoryne och familjen Cladocorynidae. Inga underarter finns listade i Catalogue of Life.